# خالد بن أبي حبيب الفهري
خالد بن أبي حبيب الفهري ( - 122 هـ / أكتوبر 740م) هو قائد عسكري أموي في شمال إفريقيا أثناء الثورة البرير، الذي قاد الجيش الأموي الذي هُزم في غزوة الأشراف أواخر عام 740. كان خالد من بني فهر، فهو حفيد عقبة بن نافع الفهري. يُحتمل أنه شقيق حبيب بن أبي عبيدة الفهري، القائد العسكري الرئيسي لإفريقية في تلك الفترة
عندما اندلعت ثورة البربر بقيادة ميسرة المطغري عام 740، كان الجزء الأكبر من الجيش الأموي في إفريقية، خرج بقيادة حبيب بن أبي عبيدة الفهري في حملة إلى صقلية. ومع وصول أنباء التمرد، أمر عبيد الله بن الحبحاب قائده حبيب الفهري بالعودة على عجل. في الوقت نفسه، أعد عبيد الله حملة أخرى من الفرسان فيها عدد من أشراف مسلمي إفريقية يقودهم خالد بن أبي حبيب الفهري للتوجّه في الحال إلى طنجة، لإلهاء البربر ريثما تصل حملة صقلية. كما أرسل جيشًا آخر إلى تلمسان بقيادة عبد الرحمن بن المغيرة العبدي لإيقاف البربر إن تمكّنوا من تجاوز الحملة الأولى نحو إفريقية.
واجه خالد بن أبي حبيب جيش البربر في ضواحي طنجة، وبعد مناوشتين أجبرهم على التراجع. وفقًا للتعليمات التي تلقاها، شغل خالد منصبه جنوب طنجة، في انتظار التعزيزات من صقلية. ولكن قبل وصول الإمدادات من صقلية، انهال جيش البربر بقيادة خالد بن حامد الزناتي على الجيش الأموي في أكتوبر 740. وتمكن جيشه من سحق جيش خالد الفهري، وأوقع بهم مذبحة عظيمة راح فيها عدد من أشراف إفريقية. في ما أصبح يعرف باسم غزوة الأشراف.